# You're the One (una historia de entonces)
You're the One (una historia de entonces) es una película dramática española dirigida por José Luis Garci y estrenada en el año 2000. Fue galardonada con 13 premios internacionales, entre los que destaca el Oso de plata del Festival de Berlín al apartado artístico.

## Argumento
Julia se aleja de Madrid para tratar de superar la depresión al ser encarcelado su novio José Miguel. Julia es hija única de una acaudalada familia propietaria de un banco, es una mujer de gran cultura, educada en Suiza e Inglaterra licenciada en Filosofía y Letras y quiere ser escritora. Julia conduce su automóvil hacia el pequeño pueblo asturiano de Cerralbos del Sella. Allí está la gran casona familiar —"Llendelabarca"— donde la muchacha vivió los veranos felices de su infancia.
"Llendelabarca" está al cuidado de Tía Gala, que vive con su nuera, Pilara, y su nieto, Juanito. 
La relación de Julia con los guardeses, y con el maestro, don Orfeo, incluso con el desdichado cura del concejo, don Matías, hace que, quizá por primera vez en mucho tiempo, la señorita de la capital no se sienta sola.

## Reparto
| Actor/Actriz         | Personaje         |
| -------------------- | ----------------- |
| Lydia Bosch          | Julia             |
| Julia Gutiérrez Caba | Tía Gala          |
| Juan Diego           | Don Matías        |
| Ana Fernández        | Pilara            |
| Manuel Lozano        | Juanito           |
| Iñaki Miramón        | Orfeo             |
| Fernando Guillén     | Padre de Julia    |
| Marisa de Leza       | Madre de Julia    |
| Carlos Hipólito      | Fidel             |
| Jesús Puente         | Doctor Bermann    |
| Francisco Algora     |                   |
| Alfonso Delgado      | Cabo              |
| Dragomir Krasimirov  | Boticas           |
| Cristina Acerete     | Covina            |
| José Luis Merino     | Aldeano 1         |
| Pablo Arroyo         | Aldeano 2         |
| Juan Carlos Garro    | Proyeccionista    |
| Mariel Álvarez       | Mujer del alcalde |
| Juan Antonio Gálvez  | José Miguel       |
| José Caride          |                   |
| Concha Gómez Conde   |                   |
| Andrea Molina        | Niña Escuela      |
| Javier Ríos          |                   |

## Palmarés cinematográfico
Festival Internacional de Cine de Berlín
| Categoría                          | Persona           | Resultado |
| ---------------------------------- | ----------------- | --------- |
| Oso de Plata al apartado artístico | Raúl Pérez Cubero | Ganador   |

XV edición de los Premios Goya
| Categoría                     | Persona                           | Resultado  |
| ----------------------------- | --------------------------------- | ---------- |
| Mejor película                | Mejor película                    | Candidata  |
| Mejor director                | José Luis Garci                   | Candidato  |
| Mejor actriz protagonista     | Lydia Bosch                       | Candidata  |
| Mejor actriz de reparto       | Ana Fernández                     | Candidata  |
| Mejor actriz de reparto       | Julia Gutiérrez Caba              | Ganadora   |
| Mejor actor de reparto        | Juan Diego                        | Candidato  |
| Mejor actor de reparto        | Iñaki Miramón                     | Candidato  |
| Mejor guion original          | José Luis Garci Horacio Valcárcel | Candidatos |
| Mejor fotografía              | Raúl Pérez Cubero                 | Ganador    |
| Mejor montaje                 | Miguel González-Sinde             | Ganador    |
| Mejor dirección artística     | Gil Parrondo                      | Ganador    |
| Mejor dirección de producción | Luis María Delgado                | Ganador    |
| Mejor vestuario               | Gumersindo Andrés                 | Candidato  |
| Mejor maquillaje y peluquería | Paca Almenara Antonio Panizza     | Candidatos |

Medallas del Círculo de Escritores Cinematográficos de 2000
| Categoría               | Persona                           | Resultado  |
| ----------------------- | --------------------------------- | ---------- |
| Mejor película          | Mejor película                    | Candidata  |
| Mejor director          | José Luis Garci                   | Ganador    |
| Mejor actriz            | Lydia Bosch                       | Candidata  |
| Mejor actor secundario  | Iñaki Miramón                     | Candidato  |
| Mejor actriz secundaria | Ana Fernández                     | Candidata  |
| Mejor actriz secundaria | Julia Gutiérrez Caba              | Ganadora   |
| Mejor guion original    | José Luis Garci Horacio Valcárcel | Candidatos |
| Mejor fotografía        | Raúl Pérez Cubero                 | Ganador    |
| Mejor montaje           | Miguel González-Sinde             | Candidato  |
| Mejor música original   | Pablo Cervantes                   | Candidato  |

Premios Fotogramas de Plata
| Categoría            | Persona     | Resultado |
| -------------------- | ----------- | --------- |
| Mejor actriz de cine | Lydia Bosch | Candidata |

X edición de los Premios de la Unión de Actores
| Categoría                                 | Persona     | Resultado |
| ----------------------------------------- | ----------- | --------- |
| Mejor interpretación protagonista de cine | Lydia Bosch | Candidata |

Festival Internacional de Cine de Cartagena de Indias
| Categoría      | Persona         | Resultado |
| -------------- | --------------- | --------- |
| Mejor director | José Luis Garci | Ganador   |
| Mejor actriz   | Lydia Bosch     | Ganadora  |